# Jörg Schmidt (Fußballspieler)
Jörg Schmidt (* 20. Dezember 1970) ist ein ehemaliger deutscher Fußballspieler. Für den FC Rot-Weiß Erfurt und den  Debreceni VSC spielte er Erstligafußball. Mit Debrecen wurde er ungarischer Pokalsieger.

## Fußball-Laufbahn

### Rot-Weiß Erfurt
Schmidt kam 1982 von der Betriebssportgemeinschaft (BSG) Robotron Sömmerda zum FC Rot-Weiß Erfurt, dem Fußballschwerpunkt Westthüringens. Gleichzeitig wurde er Schüler der Erfurter Kinder- und Jugendsportschule. Von 1987 bis 1990 gehörte er als Stürmer zum Aufgebot des FC Rot-Weiß für die Junioren-Oberliga, wurde aber bereits in der Saison 1987/88 in der Oberliga-Mannschaft eingesetzt. Am 14. Mai 1988 gab er in der Begegnung des 24. Spieltages Wismut Aue – FC Rot-Weiß (1:0) seinen Erstligaeinstand als Einwechslerspieler in der 68. Minute. Bis zum Saisonende 1989/90 kam Schmidt als nomineller Juniorenspieler auf insgesamt 20 Oberligaspiele, in der Spielzeit 1989/90 schoss er seine ersten drei Oberligatore. 1990 wurde Schmidt auch in die Fußballolympiaauswahl der DDR berufen, mit der er mehrere Testspiele bestritt. Noch vor Beginn der Qualifikationsspiele für Olympia 1992 wurde die Mannschaft im Zuge der deutschen Wiedervereinigung aufgelöst. 1990/91 schaffte der 1,70 m große Schmidt beim FC Rot-Weiß den Durchbruch zum Stammspieler. Er bestritt 23 der 26 Oberligapunktspiele, in denen er durchgehend als rechter Stürmer aufgeboten wurde und weitere drei Tore erzielte. Diese Saison war infolge der deutschen Wiedervereinigung die letzte Spielzeit der bisherigen DDR-Oberliga, in ihr konnten sich die Vereine für eine der drei höchsten Ligen des DFB-Spielbetriebs qualifizieren. Der FC Rot-Weiß Erfurt erreichte die Spielberechtigung für die 2. Bundesliga. 
Schmidts erste Profisaison verlief relativ erfolgreich. Mit seinen 22 Einsätzen bei 32 ausgetragenen Punktspielen gehörte er zum erweiterten Spielerstamm, war mit  seinen vier Meisterschaftstoren jedoch nicht der treffsicherste Angreifer. Auffällig waren seine neun gelben Karten und zwei Feldverweise. In den vier Spielen im UEFA-Pokalwettbewerb 1991/92 gegen den FC Groningen (1:0, 1:0) und Ajax Amsterdam (1:2, 0:3) war Schmidt in allen Begegnungen dabei und erzielte im ersten Spiel gegen Groningen den Siegtreffer.

### Von Rostock bis Debrecen
Am Saisonende stand Rot-Weiß Erfurt als Absteiger fest, und Schmidt wechselte nach 65 Punktspieleinsätzen mit zehn Toren für die Saison 1992/93 zum Zweitligisten FC Hansa Rostock. In Rostock bestritt er 25 der 46 Punktspiele, spielte lediglich neun Begegnungen voll durch und kam nur auf zwei Tore. Zwischen 1993 und 1995 war Schmidt Mittelfeldspieler beim FC 08 Homburg, ebenfalls in der 2. Bundesliga. In seiner ersten Homburger Saison spielte er bei fünf Einsätzen nur 124 Minuten, ohne ein Tor zu erzielen. 1994/95 bestritt er in der 34 Spieltage währenden Saison 23 Punktspiele, darunter waren zwölf Vollzeiteinsätze und ein Torerfolg. Im Sommer 1995 wechselte Schmidt in die drittklassige Regionalliga zu Dynamo Dresden. Bis Ende 1996 kam er auf 47 Punktspieleinsätze und konnte mit neun Toren auch wieder seine Treffsicherheit nachweisen. Zur Rückrunde der Saison 1996/97 kehrte Schmidt zum Ligakonkurrenten Rot-Weiß Erfurt zurück, wo er von den verbliebenen 16 Punktspielen 14 Partien absolvierte und drei Tore erzielte. Von der Saison 1997/98 an spielte Schmidt für den Chemnitzer FC, zunächst in der Regionalliga. 1998/99 war er mit 29 Punktspieleinsätzen und drei Toren am Aufstieg in die 2. Bundesliga beteiligt. Die Zweitligasaison 1999/2000 bestritt er nur in der Hinrunde mit sieben Spielen als Ersatzspieler mit einem Torerfolg. Anschließend wurde er für den Rest der Saison an den Regionalligisten VFC Plauen abgegeben. Für die Spielzeit 2000/01 ging Schmidt ins Ausland und spielte für den ungarischen Erstligisten  Debreceni VSC, mit dem er ungarischer Pokalsieger wurde. 

### Laufbahnende
Es war Schmidts letzte Saison im höherklassigen Fußball. Von 2001 bis 2003 war er beim viertklassigen Oberligisten FSV Zwickau aktiv, und 2003/04 beendete er seine Laufbahn als Fußballspieler beim SV Fortuna Furth Glösa in der sechstklassigen Bezirksliga Chemnitz. 